# Port Harcourt-i nemzetközi repülőtér
A Port Harcourt-i nemzetközi repülőtér (IATA: PHC, ICAO: DNPO) Nigéria egyik nemzetközi repülőtere, amely Port Harcourt közelében található. Éves utasforgalma 946 784 fő (2017).

## Futópályák
A repülőtér futópályái:
- 03/21

## Forgalom
Az utasforgalom az elmúlt években az alábbi módon változott:
| Utasok száma | 917 151 | 278 363 | 1 080 088 | 1 211 816 | 1 257 216 | 1 337 477 | 1 065 527 | 946 784 | 1 163 170 | 969 176 |
|              | 2005    | 2007    | 2009      | 2010      | 2012      | 2014      | 2016      | 2017    | 2019      | 2021    |

## Légitársaságok és úticélok

### Személy
| Légitársaság            | Célállomások             |
| ----------------------- | ------------------------ |
| Aero Contractors        | Abuja, Lagos             |
| Africa's Connection STP | Sao Tome                 |
| Air France              | Párizs–Charles de Gaulle |
| Air Peace               | Abuja, Kano, Lagos       |
| Arik Air                | Abuja, Lagos, Libreville |
| Cronos Airlines         | Accra, Malabo            |
| Lufthansa               | Frankfurt                |
| Med-View Airline        | Enugu, Lagos             |
| Qatar Airways           | Doha                     |
| Turkish Airlines        | Istanbul                 |

### Cargo
| Légitársaság            | Célállomások             |
| ----------------------- | ------------------------ |
| Air France Cargo        | Párizs–Charles de Gaulle |
| Air Atlanta Icelandic   | Liège                    |
| Cargolux Airlines       | Luxembourg               |
| Western Global Airlines | Liège                    |